# Folke Henschen
Folke Henschen, född 7 november 1881 Uppsala, död 22 december 1977 i Stockholm, var en svensk läkare och professor i patologisk anatomi. Henschen var son till medicinprofessorn Salomon Eberhard Henschen. Folke Henschen var första gången gift med Signe Henschen (född Thiel) och tillsammans fick de barnen Gerda, Lars, Helga, Astri och Anders Henschen. I det andra äktenskapet med den tyska Irmgard Leux föddes Agnes Henschen. 
Henschen blev medicine doktor och laborator i patologisk anatomi vid Karolinska institutet 1910 och var tillförordnad professor vid Veterinärhögskolan 1916–20.
Henschen var professor i patologisk anatomi vid Karolinska institutet 1920–46. Han hade ett omfattande verksamhetsfält både i Sverige och i Kairo och var den i Sverige som initierade forskning i geriatri, i åldrandet och dess sjukdomar. Han var också den som genomförde att en annan berömd svensk, Emanuel Swedenborg, återfick sin "rätta" skalle. I samband med Swedenborgs död i London stals nämligen hans skalle och ersattes med en "falsk". Swedenborg hade en ovanlig form på sitt kranium, då det var extremt långt, något som samtida avbildningar visar. Detta hjälpte till att avslöja falsariet, men också till att spåra den ursprungliga skallen.
Han författade kapitlen om urinorganen (1923) och de blodbildande organen (1928) i Ernst Joests Handbuch der speziellen pathologischen Anatomie der Haustiere.
Han blev 1942 medlem i det pronazistiska Riksföreningen Sverige-Tyskland. Henschen kom öppet att stödja Adolf Hitler, och bar hakkors på sitt kavajslag. Hans svåger Sven Ingvar deltog 1942 i boken Tidsspegel där flera akademiker vid Lunds universitet gick till motangrepp mot nazistiska sympatier vid svenska universitet. Detta ledde till konflikter mellan Henschen och Ingvar, även om de fortsattningsvis respekterade varandras professioner. 1957 utgav han sin självbiografi Min långa väg till Salamanca. Han ligger begravd på Uppsala gamla kyrkogård.